# Événements de novembre 1947 à Marseille
L'affaire Vincent Voulant est une affaire criminelle française non résolue qui débute le 12 novembre 1947 à Marseille par la mort par balles d'un jeune ouvrier des "Aciéries du Nord", âgé de 19 ans. 
Quatre autres manifestants sont gravement blessés, victimes de tirs partis du même bar de nuit, à la tombée de la nuit, dont deux toujours en situation critique le surlendemain. Les cinq victimes étaient venues dénoncer, avec 150 autres militants de la CGT, les compromissions entre la pègre et certains hommes politiques, qui causaient le captage par le marché noir des produits alimentaires en pénurie,, dans le cadre de manifestations contre la hausse du prix du ticket de tramway, qui se prolongent tard dans la soitée, dans le quartier des bars de nuit proches de l'opéra.
La presse communiste accuse du meurtre les hommes de main de truands marseillais, le clan des Guérini, bénéficiant de « solides amitiés politiques », car les coups de feu sont partis d'un boite de nuit, appelée "Le colibri", qui leur appartient.
Selon le livre-enquête publié en 2019 par Bruno Aubry, journaliste aux agences de presse AFP et Reuters, et aux quotidiens Le Monde et Var-Matin, les manifestants de la CGT sont tombés ce jour-là dans un piège visant à affaiblir l'influence communiste chez les dockers, par le biais d'« émeutes de rue téléguidées par les Guérini »,, nouveaux parrains de la pègre marseillaise.
Lors des obsèques de Vincent Voulant, trois-quarts des salariés de la ville sont en grève. Le mouvement hivernal des grèves de 1947 en France, après une première partie au printemps, commence ainsi à Marseille et s'étend les autres jours à d'autres villes.

## Contexte

### Situation politique à Marseille
À Marseille, la Libération avait en 1944 pris la forme d'une grève insurrectionnelle déclenchée par le comité départemental de libération, le 18 août 1944. Dans le port, une lutte violente oppose SFIO et PCF, les « socialistes faisant l’expérience amère de leur infériorité » numérique.
Le socialiste Gaston Defferre se dit convaincu que le Rassemblement du peuple français (RPF), fondé par De Gaulle en avril, est d'abord né de la crainte inspirée par le PCF à une partie de la population. Sa liste municipale, largement issue des milieux collaborationnistes et de la « la combine et les trafics » se présente aux élections « sous l’œil intéressé des agents de la CIA », et « des rois du gang, Antoine et "Mémé" Guérini, qui savent faire basculer une élection ». « Les Guerini, ce sont les Américains », dit un tract du PCF.
En 1947, le RPF a gagné les municipales d'octobre dans les grandes villes aux dépens de la SFIO, qui conserve cependant quelques villes en s'alliant avec lui. 
L'avocat gaulliste Michel Carlini prend la mairie de Marseille au communiste Jean Cristofol. Le PCF recule légèrement (35,8 %) tandis que le RPF obtient 38,6%. La SFIO de Gaston Defferre, arrivée loin derrière avec 15,2 %, décide de s’abstenir lors du vote au Conseil municipal qui élit maire Michel Carlini, alors qu'elle le soutenait à l'élection précédente.
S'étant présenté en « rempart contre le péril rouge » mais s'étant « montré peu regardant sur la qualité des candidats », Carlini souffre rapidement de la « réputation sulfureuse de certains adjoints » venue d'une droite locale « discréditée ». Ainsi dépourvus face aux responsabilités locales, les dirigeants gaullistes marseillais, « déchirés entre projet national et gestion locale, échouent dès 1947 à rassembler les droites autour d’un champion charismatique ». Le 11 janvier 1949, une lettre de Louis Gence au général de Gaulle accuse Carlini de pratiquer un « sabianisme à étiquette RPF » en référence à Simon Sabiani, leader du Parti populaire français marseillais à partir de 1936, qui avait dirigé dans les années 1930 Marseille avant sa mise sous tutelle en 1938, et qui utilisait comme agents de la fraude électorale ses amis du milieu marseillais : les gangsters Paul Carbone, François Spirito et Antoine Guérini à la tête de milices armées, les "bandes de Carbone et ses comparses". En 1945, condamné à mort par contumace pour  « collaboration », il avait fui à Sigmaringen (auprès du gouvernement en exil du régime de Vichy), puis en Italie, Argentine et enfin en Espagne, sous le nom de Pedro Multedo. 
Les frères Antoine et Mémé Guérini, nouveaux « parrains » du milieu, côtoient leur comparse corse Marcel Francisci, chef du service d'ordre RPF de Marseille,,, qui devient « l'homme fort du RPF » après avoir participé en 1942 au débarquement en Afrique du Nord, puis à celui en Provence en 1944 et à la libération de Marseille en tant que FFI. Il est à la tête depuis 1946, à Tanger, d'une société d'exploitation maritime. Il ne sera jamais poursuivi dans aucune affaire de drogue, bien que mis en garde à vue dans des affaires de meurtre et cité dans un rapport sur la drogue d'élus à la Chambre des représentants américains ou par John Cusack, ancien directeur en France du Bureau américain des narcotiques, puis assassiné en 1982 après avoir échappé en décembre 1967 à deux Corses déposant une bombe chez lui.
Les Guérini aussi ont « proposé d'assurer sa protection » au nouveau maire. Ils sont amis avec Robert Blémant , patron de la DST pour le sud-est, qui sera assassiné le 15 mai 1965, et qui a passé en 1945 un marché avec eux, proposant de détruire tous les dossiers les compromettant et de leur transmettre ceux des collaborateurs de Vichy, en échange de l'acquisition d'établissements de nuit du quartier de l’Opéra, comme le Drap d’Or, rue Haxo, dont une succursale va ouvrir à Paris. Les Guérini lui ont permis surtout de s'associer avec Dominique Paoleschi, ex-proxénète, pour ouvrir le plus grand cabaret de Marseille : le Paris-Montmartre, où joueront Mistinguett et Édith Piaf..
La CIA, fondée au printemps 1947, a tissé elle aussi des liens avec Robert Blémant, qui présente à ses agents Antoine Guérini et les frères Renucci, via des émissaires d'Irving Brown opérant pour le contre-espionnage américain. Les frères Guérini sont aussi réputés proches de Gaston Defferre, pour le compte de qui ils ont vidé la mairie de Marseille, lorsque ce dernier l'a perdue en 1946.

### La première affaire Alfred Puzzuoli
Dès le 10 novembre 1947, Raymond Guyot, député communiste de la Seine, annonce son intention d'interpeller le gouvernement sur un autre affaire de décès pendant une manifestation, mais elle élucidée. C'est l'affaire Alfred Puzzuoli, à laquelle est consacrée une dizaine d'articles en octobre et novembre 1947  dans Le Monde. Il s'agit du militant communiste et cheminot Alfred Puzzuoli, ancien résistant FTP, blessé par la police lors d'une manifestation le 29 octobre devant la salle Wagram, puis décédé à son domicile à Vitry, comme l'annonce L'Humanité du 7 novembre 1947, mais d'une autre cause selon l'autopsie. 
Le 29 octobre à Paris, un meeting avait été organisé salle Wagram, par des représentants de pays « opprimés par l'URSS », sous la présidence de Gustave Gautherot, ancien sénateur, que le PCF  soupçonne d'être téléguidé par l'Ambassade américaine mais qu'il avait échoué à empêcher, au terme d'une violente manifestation devant la salle pour « imposer silence aux insulteurs de l'URSS ». La manifestation, annoncée dans L'Humanité, quotidien national du PCF, avait réuni aux abords de la place de l'Etoile et de la place des Ternes environ 10000 personnes. Vers 19 h 30 de premières violences avaient éclaté et pris à « certains moments presque la violence de l'émeute », selon Le Monde, causant plusieurs centaines de blessés, dont environ 150 côté police, des reporters cinéastes et photographes matraqués  ,. 
Lors d'un meeting au Vélodrome d'Hiver, le numéro deux du PCF Jacques Duclos voit dans le décès du militant communiste la « première victime du parti américain ». L'Humanitéaccuse le 9 novembre sur trois colonnes « les assassins » de vouloir« maquiller leur crime en accident du travail ». Le procureur de la République ordonné une autopsie qui décèle « une plaie dans la région frontale droite », mais les médecins n'ont relevé aucune lésion crânienne ou cérébrale et considéré que la mort était due à un œdème aigu du poumon consécutif à une intoxication par l'oxyde de carbone. Le surlendemain, une analyse complémentaire le confirme 
L'Humanité lance ensuite le 13 novembre 1947, qui est aussi le lendemain du décès de Vincent Voulant, un appel à ses lecteurs pour qu'ils participent aux obsèques solennelles d'Alfred Puzzuoli à Vitry. Refusant de se rendre aux conclusions des premiers experts, le journal communiste demande même: « Le corps de Puzzuoli a-t-il été remplacé par un autre cadavre ? ».

## Déroulement

### Boycott de la hausse du prix des tramways
Le nouveau maire de de Marseille Michel Carlini, à peine investi le 27 octobre, annonce une augmentation du  tarif des tramways de 42 %, qui prendra effet dès le 10 novembre . 
Les métallos des Aciéries du Nord (ADN), où travaillent Vincent Voulant, décident son boycott. Les traminots CGT, qui bénéficient de la gratuité des transports, décident eux « de ne pas exiger le paiement de l’augmentation ». 
Le 10 novembre, Charles Biancheri, militant CGT, est chargé d'entamer à la mairie des négociations sur ces tarifs. Avec d'autres, il prend un tramway, en n'acceptant de payer que l'ancien tarif. Quand ils en descendent devant la mairie, ils sont arrêtés, menottés, puis libérés car le maire les reçoit, les menace, puis ils rentrent chez eux.
Suit une échauffourée, où Léon David, résistant rescapé de Dachau surnommé "Dani", et quatre autres personnes ne travaillant pas aux ADN sont arrêtées, "Dani" étant sévèrement brutalisé puis relâché car il est sénateur et adjoint au maire. 
Léon David est une des figures communistes locales: candidat dès 1927 à diverses élections, animateur des grèves des métallos et dockers sous le Front populaire, puis de la « grève patriotique des mineurs en 1942 » et représentant du PCF au Comité départemental de Libération des Bouches-du-Rhône. 
En septembre 1945, le quotidien Rouge-Midi avait  affirmé qu'il avait été battu par la fraude aux législatives de 1936.

### Incidents au tribunal
Le surlendemain 12 novembre à 9 heures du matin au palais de justice, quelques dizaines de jeunes militants PCF entrent dans la salle d'audience loin d’être pleine. Le président demande l'expulsion de la majorité d'entre eux.
Aux approches de midi, un petit bout de papier descend le long du mur du palais de justice, à l’angle des rues Fortia et Autran, où sont réunies quelques centaines de militants PCF, annonçant que les prévenus « sont condamnés à trois mois ferme » ce qui va s'avérer inexact.
Pierre Gabrielli et Georges Brunero, de l'Union départementale (UD) CGT, demandent aux jeunes de rentrer chez eux et ne revenir qu'à 14 heures. Mais ils restent et renversent un fourgon cellulaire de police , devant le tribunal selon le témoignage oculaire de l'un d'eux , Charles Biancheric, craignant qu'il n'enmènene leurs camarades à la prison. Plusieurs journaux croiront qu'ils ont renversé un tramway. Selon Charles Biancheri, l'information de certains journaux du lendemain voulant que 4 000 manifestants soient entrées dans le palais de justice, parfois reprises dans des livres d'histoire, est fantaisiste et basée sur des photos prises devant le tribunal après 14 heures alors que l'intrusion a eu lieu avant.
Plus d'une centaine d'entre eux parviennent à rentrer dans le tribunal: le bureau du procureur de la République et celui de son substitut sont envahis, selon le quotidien Le Monde daté du 13 novembre, publié dans l'après-midi du 12. Des vitres sont brisées et des dossiers dispersés, indique cette édition, sans donner de source, en précisant que des voyageurs de tramway ont encore « refusé d'acquitter le nouveau prix des places » (la CGT dit de son côté qu'ils payent l'ancien tarif).
Le Monde mentionna aussi que les manifestants ont recherché le président du tribunal sans le trouver et que les gardes républicains et CRS ont réussi à rétablir l'ordre, mais que deux des trois prévenus se sont libérés « à la faveur du désordre », le troisième ayant pu être « emmené par les gardes ». Au cours de la même matinée, le secrétaire de l'Union départementale CGT demande à la foule de s'apaiser. Il annonce que des négociations continuent avec les autorités et propose aux manifestants d'aller plutôt la bourse du travail participer à une consultation sur l'opportunité d'une grève de protestation.
Une centaine de manifestants refusant de quitter le palais de justice. Les délégués syndicaux obtiennent qu'il évacuent, après une longue entrevue avec le procureur de la République, qui leur assure que les trois prévenus seront jugés sur le fond le jour même :une audience est en effet prévue à 14 heures.
Les militants du PCF ont alors fait venir des milliers de personnes, visibles sur les photos prises après 14 heures devant le tribunal, montrant un drapeau rouge du syndicat des dockers. 
Le jugement est annoncé une heure plus tard  à 15 heures: "Dani" est acquitté, les 3 autres condamnés à quelques jours de prison avec sursis, avec libération immédiate. Le dernier des 4 télégrammes successifs envoyés au comité confédéral national de la CGT, annoncent la libération des ouvriers arrêtés et « le drapeau syndical qui flotte sur le Palais de Justice ».

### Incidents à la Mairie
Les manifestants commencent à quitter la place devant le tribunal quand une rumeur circule, affirmant que les gangsters du quartier de l’Opéra « bastonneraient » les élus communistes à l'hôtel de ville, selon le témoignage de René Faure, ouvrier dans une société de réparation navale, y compris Andrée Guizard, « sur le point d’accoucher », provoquant une « ruée contre des truands qui ont échappé à l’épuration et pour qui le mot rationnement ne signifie pas grand chos », selon celui de Charles Biancheri.
La pègre associée à l'ex-commissaire de la DST Robert Blémant est en effet accusée de constituer le service d'ordre du RPF. A l'intérieur de la mairie, le nouveau maire Michel Carlini aurait « reçu des crachats, gifles, coups de tête » des élus communistes, selon l'enquête du journaliste Jean-Pax Méfret consacrée à Robert Blémant, en notant que « prudents, les socialistes quittent les lieux ».
« Quelques voyous marseillais répartis dans la salle par les gaullistes interviennent. Certains ont fait leurs classes avec Simon Sabiani. L'un d'eux vient même d'être condamné pour collaboration. Deferre est absent », reconnait cette enquête. Ils ont au contraire donné les premiers coups selon l'autre version, défendue par le PCF mais aussi retenue par l'historien Michel Winock.
De leur côté, arrivés à la mairie, les manifestants venus du tribunal ne peuvent pas entrer avant une longue attente. Pour les apaiser, l'ex-maire PCF Jean Cristofol se met au balcon de l'hôtel de ville et donne une fausse nouvelle: le maire a démissionné. Il exhorte les manifestants à « respecter l'ambulance emmenant Michel Carlini » et ils quittent la mairie pour aller aux nouvelles devant le quotidien Rouge-Midi où discuter de la suite, comme l'a proposé l'ex-maire Jean Cristofol.
Le maire Michel Carlini aurait été menacé de défenestration près de la fenêtre, ou, selon une autre version, promis à un bain forcé dans le Vieux-Port, mais aucun témoignage ne viendra le confirmer, mais aucun procès n'aura lieu concernant les événements de la mairie.

### Manifestation dans le quartier de l'opéra
Lorsque les manifestants sont arrivés devant le siège du quotidien Rouge-Midi, « un mot d’ordre venu dont ne sait où » circule , disant « Tous à l’Opéra », le quartier tout proche de l'opéra de Marseille, où plusieurs propriétaires de boites de nuits sont accusés d'organiser le captage par le marché noir des produits alimentaires en pénurie,, alors que des émeutes de la faim de l'automne 1947 viennent de secouer plusieurs villes en France.
C'est aussi le repaire des gangsters que les manifestants soupçonnent d'avoir été les premiers agresseurs lors du pugilat à la mairie. 
Jean Cristofol avait fait fermer plusieurs de ces bars de nuit les mois précédent pour cause de prostitution mais certains viennent d'obtenir le droit de rouvrir du préfet et du nouveau maire Michel Carlini. C'est notamment le cas del'établissement "Le Perroquet bleu", qui appartient à Antoine Guérini et de Mémé Guérini.
Un groupe d'une centaine de personnes se dirige alors vers les bars de nuit en scandant « à bas la pègre, et à bas les caïds, les souteneurs, les maquereaux » car chaque jour le quotidien Rouge midi dénonce les méfaits de la pègre et en particulier les frères Guérini.
Mais une partie  des manifestants ne suit pas ce mot d'ordre, ne comprenant pas d'où il vient. Raoul Exbraya  secrétaire-adjoint de l’UD-CGT des Bouches-du-Rhône pendant la clandestinité, essaie notamment de calmer ces jeunes 
. Charles Biancheri, qui en fait partie, avait constaté avec inquiétude peu avant à la Mairie que seul le drapeau soviétique y demeurait, alors que jusque-là « les drapeaux des Alliés flottaient au balcon pour commémorer le 11 novembre 1918 ». Il craint une manœuvre afin d'accréditer « la thèse d’un PCF simple exécutant des volontés soviétiques ». Selon lui, la faible mobilisation du matin et l'absence des responsables CGT et PCF infirment la théorie du complot communiste. Il estime que les militants du PCF sont au contraire tombés dans un piège policier, qui va coûter la vie à Vincent Voulant, via le mystérieux bout de papier jeté hors du tribunal, et qui avait pour but de « faire avorter la consultation des salariés » en vue d'une grève et de « lancer le torrent de calomnies » contre le PCF qui favorisera la Guerre froide.
Roger Moretti, secrétaire général du syndicat CGT des finances se demande lui aussi s'il ne s'agit pas le débat démocratique lancé par la CGT pour contrecarrer le risque de scission de Force ouvrière et qui aurait pu selon lui l'empêcher{
La thèse d'une machination pour affaiblir l'influence de la CGT dans le port, par le biais de ces « émeutes de rue téléguidées par les Guérin », a aussi été développée et étayée par le livre-enquête publié en 2019 par Bruno Aubry, journaliste aux agences de presse AFP et Reuters, et aux quotidiens Le Monde et Var-Matin.

### Vincent Voulant tué par des balles venant d'un cabaret
Le jeune ouvrier Vincent Voulant, militant de l'Union de la jeunesse républicaine de France, mouvement de jeunesse proche du PCF, est tué par balles, place de la Bourse, à l'angle de la Tour, devant une boite de nuit Le Colibri, à la tombée de la nuit. Certains témoins croient avoir vu Antoine Guérini et de Mémé Guérini , secondé par un de leurs hommes de main, Antoine Sinibaldi, ancien de la Gestapo. 
Certaines sources affirment qu'il a même été tué devant Le Perroquet bleu, autre établissement des Guérini, qui venait de rouvrir. Le jeune homme était salarié des Aciéries du Nord, une des quinze entreprises de Marseille réquisitionnées, où les salariés jouent un rôle déterminant dans un système de quasi « gestion ouvrière », installées dans le quartier industriel et populaire de Menpenti, qui approvisionne et répare des locomotives pour le compte de la SNCF, et on y compte mille communistes sur deux mille salariés. L'arrivée de ces ouvriers « plutôt puritains » dans ce quartier où la pègre et les « trafiquants mènent grand train en usant et abusant du marché noir », s'avère en tout cas une erreur politique. 
Les manifestants n'avaient fait que huer les propriétaires et conspuer la prostitution et le marché noir, selon le témoignage de l'ex-maire Jean Cristofol. 
Vers 20h30, des patrouilles de gardes mobiles sillonnent la ville où l'agitation s'est apaisée. Mais Vincent Voulant décède à l'hôpital quelques heures plus tard. « Dès l'annonce de sa mort, tout le quartier de l'opéra est mis à sac » et « onze établissements sont totalement détruits » parmi eux le Paris-Montmartre, La Potinière et Le Paradou, établissements de luxe gérés par les frères Guérini. De nombreux clients et employés de ces bars sont alors durement molestés.

## Réactions et accusations
Les « conséquences de ce meurtre sont considérables ». À peine connu à Paris, le gouvernement dissout 2 compagnies de CRS, par un acte décidé le 14 novembre et signé le lendemain, et en déplace deux autres, affin d'attirer l'attention sur les éclats de voix et horions échangés à la mairie, que ces CRS n'auraient pas été capables d'empêcher. 
Le climat vient en effet de se tendre. Le quotidien marseillais de droite Le Méridional dénonce de « graves émeutes à Marseille », stigmatisant les intrusions à la mairie et au tribunal, mais reconnait aussi que « le saccage des boites de nuit est parfaitement compréhensible » après la mort de Vincent Voulant et « plusieurs partis sont infestés, consciemment ou non, de tueurs à gages, délégués par les gangs ».
Plus virulente, La Marseillaise écrit que « les hommes de main du RPF », en plus du pugilat à la mairie, « tirent sur la foule » et titre: « Carlini réinstalle à la mairie les mœurs sabianistes ». Le quotidien local du PCF, partenaire de l'Union française de l'information, accuse ainsi du meurtre les mafieux du clan Guérini et le maire de les soutenir, sans que la partie adverse ne réfute. L'ancien maire PCF déclare à  l'Assemblée que « ce sont les frères Guérini qui ont ce crime sur la conscience. Et ce sont des socialistes, ce sont eux qui le disent » en diffusant des photos d'eux avec Gaston Deferre leur remettant la légion d'honneur. 
Chaque camp tente alors de « mettre en évidence la préméditation du camp adverse ». Pour Jean Cristofol (PCF), le gouvernement a tendu volontairement un piège aux communistes.Gaston Defferre (SFIO), lui accuse les mêmes communistes d'avoir comploté une tentative d'insurrection, via une « préparation minutieuse » des manifestations qui ont dégénéré et accuse les compagnies de CRS locales d'avoir soutenu les manifestants et de leur avoir même fourni des armes. Cette accusation permet au socialiste Édouard Depreux, ministre de l'Intérieur depuis juin 1946, de décider leur dissolution dès le 14 novembre, surlendemain du décès de Vincent Voulant. 
Georges Cogniot, directeur de L'Humanité, déplore que le président du Conseil des ministres Paul Ramadier n'a pas eu une parole sur les jeunes victimes mais Vincent Voulant n'est décédé que dans la nuit et lendemain de son meurtre, les autres quotidiens nationaux dénoncent surtout ce qui est pour eux une émeute et l'historienne Vanessa Codaccioni parlera au siècle des « émeutes de Marseille de novembre 1947 ».
Raymond Cayol, député MRP des Bouches-du-Rhône interpelle le gouvernement sur les scènes d'émeute qui ont éclaté à Marseille. Le préfet depuis 1946 Jean Moyon affirme qu'il s'est produit une « épreuve pour la prise du pouvoir ».
« La vérité, la seule (...) est que le dictateur rouge ne peut renoncer à celle tête de pont qu'est la France. Ses agents ont ordre de la lui livrer par tous les moyens, et l'aventure de Marseille présente les caractéristiques d'une répétition générale », écrit L'Aurore tandis que l'éditorialiste de Combat déplore que le PCF ait « délibérément choisi de se placer sur le terrain de l'illégalité et de la violence ».
« Nous savons bien - et les événements de Marseille sont là pour le démontrer - que ce parti est néfaste et dangereux, moins en lui-même peut-être que par son emprise sur les syndicats ouvriers dont il a fait sa proie », écrit même Le Monde.

## Obsèques et grèves
Sans attendre les obsèques, les Ateliers de construction aéronautique de Marignane, les dockers et employés de magasins d'alimentation cessent le travail. Les syndicats des métaux, du bâtiment, des marins et des produits chimiques décident aussi la grève et l'union départementale de la CGT de soutenir leurs revendications : acompte de 20 % sur les salaires, diminution des impôts et des tarifs de Tramways. 
A Saint-Etienne, le PCF dénonce le 13 novembre des hausses du tarif du tramway nont discutées en conseil municipal. A  Paris, réuni le 14 novembre à la bourse du travail, un nouveau comité central de grève des minotiers observe que le mouvement gagne « des moulins importants de province, notamment ceux de Marseille » même si les événements dans cette ville « dépassent largement le cadre de la grève des moulins ».
Le jour des obsèques de Vincent Voulant, le 14 novembre, trois salariés marseillais sur quatre sont en grève,. La « ville de Marseille est en deuil. (...) les commerçants ont baissé leurs rideaux ».
L'Humanité du 15 novembre 1947 annonce « 100000 manifestants » pour les obsèques, chiffre aussi estimé par les Renseignements généraux, même si le ministère de l'intérieur en annonce 40000. L'Humanité se fait l'écho de slogans vengeurs (« aidez moi à venger mon petit! ») ou demandant « la police chez les tueurs ! », et affirme qu'« au lieu de faire rechercher les assassins de Voulant, le préfet a fait réunir hier des tanks autour de Marseille ». 
Le procureur de la République, M. Serres, a selon elle été révoqué par décision gouvernementale.
Le Monde du 17 novembre 1947 constate lui la « grève dans la métallurgie, l'alimentation, les produits chimiques, le bâtiment et tous les services du port et des docks », ainsi qu'une « foule de petits incidents sans gravité mais qui piquent comme des coups d'épingle »: des manifestants qui veulent empêcher un transporteur de rouler, des piquets de grève qui font obstacle au départ des tramways. Le journal rapporte une assemblée des cadres syndicaux tenue Salle Ferrer, au cours de laquelle le préfet des Bouches-du-Rhône, M. Moyon, s'est vu tenir pour responsable de la mort de Vincent Voulant et observe les critiques incessantes contre l' administration préfectorale.
Les journaux publient aussi un appel au calme du maire de Marseille. Des arrestation ou expulsions sont demandées par le ministre de l'intérieur contre « des manifestants étrangers ayant pris part aux échauffourées ». Des rafles visent différents cafés et bars et sur 82 personnes arrêtées, 6 sont déférées au parquet.

## Enquête de police et justice
Le 13 novembre dans le quartier de l'opéra, la recherche des auteurs des coups de feu ne permet d'opérer aucune arrestation, selon  Le Monde, qui précise que l'état de 2 des blessés du quartier de l'opéra, opérés, est « considéré comme alarmant et que la santé de M. Milani, adjoint au maire, qui porte une large plaie à la tête, donne également lieu à quelques inquiétudes ». Selon le journal, des votes sur une grève « sont en cours depuis ce matin dans de nombreux établissements » et la CGT estime le nombre des grévistes à 40000. 
L'enquête de police établit que Vincent Voulant n'avait rien à se reprocher, Mémé Guérini est « recherché » mais « passe entre les mailles du filet » grâce à un « bon carnet d'adresse » et parce qu'il « capitalise sur son passé de résistant ». Surtout, les témoins qui avaient reconnu les Guérini voient ensuite leur mémoire les abandonner et l'affaire se solde par un non-lieu. Dès le 10 décembre, après quelques rétractations forcées, les Guérini sortent indemnes du meurtre.
Les Guérini et certains de leurs alliés vont ensuite prospérer. Le plan Marshall et la situation du port en eaux profondes de Marseille sont une aubaine pour leurs affaires. Parmi leurs trafics, celui des cigarettes mais aussi la prostitution de millier de femmes , tandis qu'ils contrôlent une quinzaine d'établissements divers.

## Conséquences politiques
L'affaire Vincent Voulant a posé un problème politique car le crime est resté impuni malgré les soupçons contre la pègre et ses liens avec la politique. La SFIO, bien que prise à partie sans preuves après le meurtre, perdit près du tiers de ses 9000 militants entre 1947 et 1948. De son côté, De Gaulle « choisit la cité phocéenne pour accueillir le premier congrès du RPF, en avril 1948 » mais en souffrit car elle incarna « un échec durable du gaullisme municipal », qui contribue à sa scission au printemps 1952, quand Henry Bergasse, le seul député RPF des Bouches-du-Rhône fit partie des 26 qui votèrent l’investiture d'Antoine Pinay. Depuis 1950 ce dernier dénonçait le fait que « La municipalité fait du tort au RPF. Elle cède tout à Defferre », pour se ménager son quotidien Le Provençal.
Dès 1953, la municipalité revient au « système Defferre » basé sur l’ancienneté de son implantation et ses relais médiatiques. N'obtenant plus que 4 sièges au lieu de 25 en 1947, le RPF favorisa l'élection
de Gaston Deferre. Maire jusqu'en 1945, puis très faible dans les urnes (16%) en 1947, il restera ensuite maire plusieurs décennies.

## Conséquences sociales

### La CGT et les grèves
La journée marseillaise du 12 novembre est « suivie pratiquement en direct » par le comité national de la CGT du même jour, ce qui a probablement « contribué à gauchir les positions au sein de ce dernier », qui appuie et même encourage quelques jours après des grèves dans le secteur des mines, celui où la CGT est la plus fort. Un secteur minier resté depuis trois dans l'optique de la "Bataille du charbon", ne participant pas aux grèves d'avril et juin 1947.

### Le PCF et les grèves
Avant les événements de Marseille, la direction du PCF était plutôt soucieuse de limiter l’action gréviste, se montrant même contre  un mouvement de masse auquel elle ne croit pas, mais le 15 novembre, le bureau politique du PCF constate que «les derniers événements  démontrent (…) la volonté de lutte des travailleurs».
Accordant « une  grande valeur » à la mobilisation de Marseille, il s'intéresse en particulier à la « solidarité de la population avec les grévistes », perçue comme « un facteur décisif ». Le secrétariat du PCF réuni le 18 novembre 1947, commande ainsi un article sur Marseille, mais n'accorde encore aucune attention aux grèves ailleurs, pourtant « en plein développement » et c'est aussi le cas lors de la réunion du BP du 21 novembre. Le 1er décembre au contraire, le Secrétariat considère le  mouvement  comme « une victoire, malgré les pressions gouvernementales (police, radio, presse) » et  le 3 décembre, il estime que «malgré les puissants moyens utilisés par le gouvernement et par le parti américain pour saboter le mouvement de grève, celui-ci s’étend, particulièrement en province», alors qu'au contraire, selon tous les historiens, « les grèves commencent à s’effriter au début du mois de décembre », et par ailleurs « deviennent impopulaires », selon une note des Renseignements Généraux du 2 décembre .
Le jour de la reprise du travail, L'Humanité du 10 décembre 1947 tente de mettre en valeur les concessions du gouvernement et doit admettre le lendemain qu'il a surtout accepté de retirer l'armée des bassins miniers.
Maurice Thorez avait passé le mois de novembre en Union soviétique et s'était entretenu le 18 avec Staline, déjà informé de la situation en France, qui avait exprimé son scepticisme, en parlant « d’une grève sans grévistes », et en disant à Thorez qu’« il ne faut pas aller trop loin dans la lutte contre le plan Marshall». Revenu à Paris, ce dernier répètera la formule, en ajoutant que la grève a rendu plus difficile la « formation d’une unité large contre le plan Marshall ».

### La situation à Marseille
A la fin des grèves de 1947 en France, la ville subit une répression sévère. Le 29 novembre, un numéro du quotidien Rouge-Midiest saisi, ses locaux perquisitionnés. Michel Barak, l'un des journalistes, est arrêté et ce n'est qu'après dix jours d’incarcération, qu'il est libéré. Le gouvernement reproche au journal son article relatant les événements de Saint-Étienne, le jour même, où « envoyés contre le peuple, l’armée et la police rejoignent  les travailleurs »,.
Le 2 décembre, 80 arrestations ont lieu à Marseille. Le commissaire central, saisi de plusieurs demandes d’évacuation d’usines, se plaint qu'il n'a pas les moyens d'y donner suite.
Entre le 3 et le 5 décembre, de nouveaux sabotages contre le rail, la route, et EDF ont lieu dans de nombreux endroits en France. À Marseille, des barrages de camions et de wagons renversés sur la route d'Aix l'ont interrompu, tandis que la falaise de Cornières, explosée à la dynamite, a bloqué une autre route, à la sortie de l'Estaque, puis les issues sont rapidement libérées et gardées par les troupes coloniales et parachutistes récemment rapatriés d'Indochine.
Les élus du PCF lancent un cycle de conférences publiques dans presque tous les arrondissements de la ville et ses les banlieues, selon une note des Renseignements généraux du 6 décembre. Les policiers quadrillent la ville pour éliminer les derniers piquets de grève.
Sylvain Bettini, à 23 ans, rescapé de Dachau où il avait failli mourir de faim, après s'être engagé dans la Résistance à 18 ans, est mort aussi à Marseille, mais un mois après, le 11 décembre, deux jours après l'ordre de reprise du travail par la CGT. Au soir du 8 décembre, malgré l'appel déjà lancé par quotidien du PCF "Rouge-Midi" à reprendre le travail, de jeunes militants du PCF tentaient de bloquer les rues du quartier des Riaux, à L'Estaque.
Avec son frère et d’autres, de retour d’un collage d’affiches, ils avaient trouvé un four rotatif qui pourrait servir à ériger des barrages, puis l'ont abandonné. Son frère, qui venait de se cacher, a entendu plusieurs coups de feu éclater à l'arrivée d'un fourgon de police, venant des établissements Kuhlmann mais pas vu la scène. Il affirme que deux personnes sont ensuite entrées dans la chambre du mourant à l'hôpital de la Conception pour récupérer la balle extraite du corps, qui selon lui a causé les 17 perforations constatées dans l’intestin. La balle avait été tirée sans sommation par le policier Jean Barrielle. Les policiers ont de leur côté assuré que la victime avait voulu se soustraire à un contrôle et que la mort a été causée par un ricochet. L'un d'eux a été condamné à une peine de principe, du sursis.

## Sources
- "Les Guérini ont-ils tué Vincent Voulant ? (Marseille, 1947), article dans le numéro spécial du magazine "La Provence - Histoire" du 11 octobre 2019.

## Commémoration
La commémoration de la mort de Vincent Voulant, au PCF, a survécu à celle des événements qui y sont liés. Quelques années après, l'UJRF se contente ainsi de « commémorer l’assassinat de Vincent Voulant sans le relier au contexte de l’époque », dans une volonté de remodeler l'image révolutionnaire de la ville sans y « intégrer les grèves de 1947 malgré le rôle joué par Marseille dans leur déclenchement ». Même le quotidien régional communiste La Marseillaise ne fait plus qu'allusion le 13 novembre 1954, « à une manifestation qui se déroulait en ville », sans rien dire des motifs, lieux, acteurs, et du déroulement. 
Mais en 1947-1948, ce fut tout d'abord l'inverse: le 18 novembre 1947, le secrétariat national du PCF charge le leader local François Billoux de rédiger deux articles à la gloire des manifestants, tandis qu'un meeting est organisé par le PCF à Paris au Vélodrome d’Hiver en l’honneur de « 51 » Marseillais montés à Paris pour l’occasion. Puis au retour de Maurice Thorez d'URSS, une « analyse au contenu diamétralement opposé » est adoptée à la réunion du Comité central du PCF les 22 et 23 décembre 1947. Maurice Thorez y « critique sévèrement la stratégie » du leader local Lucien Molino, secrétaire
général de l'Union départementale CGT, qualifiée de « jusqu’au-boutiste »
Les « lieux de mémoire » consacrés aux évenements de 1947 à Marseille sont jugés rarissimes, compte tenu de leur importance historique, par l'historien Robert Mencherini. Selon lui, il ne subsiste, à la mémoire de Vincent Voulant qu'une plaque peu entretenue et jugée illisible car placée en hauteur, dans le quartier Est, à La Capelette et dans les quartiers nord un square à la mémoire de Sylvain Bettini, tué un mois après Vincent Voulant, dans le quartier de L'Estque, voulue par son frère Lucien Bettini.